# Rachel House
Rachel Jessica Te Ao Maarama House (ur. 20 października 1971 w Auckland) – nowozelandzka aktorka, stała współpracownica Taiki Waititiego, sama reżyserująca przedstawienia teatralne i filmy krótkometrażowe.

## Filmografia

### Filmy
| Rok  | Tytuł                                                            | Rola            | Uwagi        |
| ---- | ---------------------------------------------------------------- | --------------- | ------------ |
| 2002 | Jeździec wielorybów                                              | Shilo           |              |
| 2004 | Fracture                                                         | Taksówkarka     |              |
| 2006 | Perfect Creature                                                 | Forensic woman  |              |
| 2007 | Orzeł kontra rekin                                               | Nancy           |              |
| 2010 | Boy                                                              | Aunty Gracey    |              |
| 2013 | White Lies                                                       | Maraea          |              |
| 2014 | Everything We Loved                                              | reporterka      | rola głosowa |
| 2014 | Czarny koń                                                       | wagabunda       |              |
| 2016 | Dzikie łowy                                                      | Paula           |              |
| 2016 | The Rehearsal                                                    | Rewia           |              |
| 2016 | Vaiana: Skarb oceanu                                             | Tala            | rola głosowa |
| 2017 | Thor: Ragnarok                                                   | Topaz           |              |
| 2019 | Bellbird                                                         | Connie          |              |
| 2020 | Ellie & Abbie (& Ellies Dead Aunt)                               | Patty           |              |
| 2020 | Niesamowita historia Sam Bloom                                   | Gaye            |              |
| 2020 | Co w duszy gra                                                   | Terry           | rola głosowa |
| 2020 | Dziecko w drodze                                                 | Mullins         |              |
| 2021 | Cousins                                                          | Missy           |              |
| 2021 | Dzika ekipa (Back to the Outback)                                | Jacinta         | rola głosowa |
| 2023 | Za magicznymi drzwiami (The Portable Door)                       | Nienke Van Spee |              |
| 2023 | Pierwszy gol (Next Goal Wins)                                    | Ruth            |              |
| 2024 | Godzilla i Kong: Nowe imperium (Godzilla x Kong: The New Empire) | Hampton         |              |
| 2024 | Vaiana 2 (Moana 2)                                               | Tala            | rola głosowa |
| 2025 | Minecraft: Film (A Minecraft Movie)                              | Malgosha        | rola głosowa |

### Telewizja
| Rok       | Tytuł                              | Rola           | Uwagi                 |
| --------- | ---------------------------------- | -------------- | --------------------- |
| 1996      | Queenie and Pete                   | Queenie        |                       |
| 1998      | Tiger Country                      | Faenza         | film TV               |
| 1999–2000 | The Life and Times of Te Tutu      | Hine           |                       |
| 2002      | Duggan                             | Warder         | film TV               |
| 2002      | Mataku                             | Rachel         |                       |
| 2002      | Revelations                        | Ocelot         |                       |
| 2005      | Ask Your Auntie                    | Panelistka     |                       |
| 2006      | Maddigan's Quest                   | Goneril        | 8 odcinków            |
| 2011      | Super City                         | Roimata        | 2 odcinki             |
| 2013      | The Blue Rose                      | Tina           | 3 odc.                |
| 2014      | Hope and Wire                      | Joycie Waru    | miniserial            |
| 2014      | Soul Mates                         | Mama           | 10 odcinków           |
| 2015      | Find Me a Māori Bride              | Kuini          |                       |
| 2016      | Wolf Creek                         | Ruth           | miniserial            |
| 2018      | Nowe legendy o Małpim Królu        | Monica         | 7 odcinków            |
| 2018      | Rozbici                            | Martha         | 7 odc.                |
| 2019      | Lwia Straż                         | Mama Binturong | rola głosowa; 6 odc.  |
| 2020      | Bezpaństwowcy                      | Harriet        | miniserial; 6 odc.    |
| 2020–2021 | 100% Wolf: Legend of the Moonstone | panna Afeaki   | rola głosowa; 11 odc. |
| 2021      | Cowboy Bebop                       | Mao            | 3 odc.                |
| 2021      | Fundacja                           | Tellem Bond    | 1 odc.                |
| 2021      | Creamerie                          | Doc Harvey     | 3 odc.                |
| 2021–2024 | A gdyby…?                          | Topaz          | rola głosowa; 3 odc.  |
| 2022      | Płazowyż                           | Parisia        | rola głosowa; 1 odc.  |